# Karakterer i Undskyld vi roder
Dette er en liste over karakterer i Undskyld vi roder, en dansk podcast om tilblivelsen af radiostationen R8dio beliggende i den fiktive jyske by Skuldborg.

## Karakterer
| Navn                                  | Spilles af                        | Beskrivelse | Ref.        |  |
| ------------------------------------- | --------------------------------- | --- | ----------- |  |
| Klavs Bundgaard                       | Kasper Nielsen                    | Radiodirektør | [ 1 ]       |  |
| Allan Sindberg                        | Brian Lykke                       | Tidligere Programchef og vært på programmerne Morgensutterne og Deutschland Über Alles                                                                       | [ 2 ]       |  |
| Rasmus Bruun                          | Rasmus Bruun                      | Nyhedschef | [ 3 ]       |  |
| Rune Ingemann                         | Jakob Schnohr Ingversen           | Teknisk chef og sikkerhedsansvarlig | [ 4 ] [ 5 ] |  |
| Goodiepal                             | Goodiepal                         | Æreskunstner i Skuldborg og er hvad lyden er for Struer og H.C. Andersen for Odense. Vært på Lær Klokken med Goodiepal                                       | [ 6 ]       |  |
| Per Madsen                            | Anders Brink Madsen               | Vært på programmerne Her Vogter Jeg og Deutschland Über Alles                                                                                                | [ 7 ]       |  |
| Randi Hansen                          | Christine Exner                   | Vært på programmet Min Mis | [ 7 ]       |  |
| Torben Steno                          | Torben Steno                      | Medvært i Min Mis | [ 8 ]       |  |
| Amalie                                | Eva Jin                           | Tidligere vært på programmet Proud og nuværende leder af Kultur- og Multihuset Stjernen.                                                                     |             |  |
| Kevin Kloster Rantzau                 | Brian Mørk                        | Vært på En historisk bytur. Halvbror til Klaus, Laust,Ninna og Niels. Afgået ved døden.                                                                      |             |  |
| Ulrik Brøndal                         | Adrian Busk                       | Redaktør på Den Korte R8dioavis og tidligere vært på Tilbudsr8dioavisen.                                                                                     | [ 7 ]       |  |
| Lukas                                 | Thomas Faarup                     | Tilbudskorrespondent på Tilbudsr8dioavisen |             |  |
| Lasse Spang Olsen                     | Lasse Spang Olsen                 | pyrotekniker under nisseafbrændingen | [ 9 ]       |  |
| Laura Drasbæk                         | Laura Drasbæk                     | Vært på Lyt og ler | [ 7 ]       |  |
| Berit Joy                             | Mette Rønne                       | Gæst i Her Vogter Jeg og vært på Hun og Hund Imellem |             |  |
| Jørgen Schultz Larsen                 | Michael Hamburger-Toft            | Amatørhistoriker og vært på Besat af krigen |             |  |
| Erik Bille Belleur Brahe              | Troels Malling                    | Danmarks sidste nulevende modstandsmand - gæst i Besat af krigen                                                                                             |             |  |
| Jonna Lukovic                         | Anne Sofie Espersen               | Kantinebestyrer i Stjernen |             |  |
| John Frederiksen                      | René Riis                         | Entreprenør, bykonge og medejer af Skuldborg Bryghus |             |  |
| Lille Per                             |                                   | Manden bag den første R8dio-app |             |  |
| Lars Mogens Johansen                  | René Fredensborg                  | Vært på Coldstart |             |  |
| Tom Munk                              | Thomas Warberg                    | Tidl. bestyrelsesformand |             |  |
| Marie Suhn                            | Christiane Vejlø                  | Bestyrelsesmedlem |             |  |
| Inge Ravnkjær                         | Sofie Skriver                     | Bestyrelsesmedlem og medvært på Min Mis |             |  |
| Mikael Bertelsen                      | Mikael Bertelsen                  | Medejer, bestyrelsesformand og Klavs Bundgaards barndomsven                                                                                                  |             |  |
| Mads Brügger                          | Mads Brügger                      | Medejer |             |  |
| Kirsten Birgit Schiøtz Kretz Hørsholm | Frederik Cilius                   | Seniorkorrespondent og vært på Den Korte R8dioavis |             |  |
| Frederik Nissen                       | Brian Lykke                       | Vært på En sludder om poesi |             |  |
| Laust Bundgaard                       | Brian Lykke                       | Lillebror til Klavs Bundgaard |             |  |
| Tonny Johansen                        |                                   | Ekstern ledelseskonsulent |             |  |
| Hr. Nørresø                           | Morten Kristensen                 | Ejer af Hotel Nørresø |             |  |
| Reinhard Weibhauer                    | Frederik Cilius                   | Brygmester hos Skuldborg Bryghus |             |  |
| Christoffer Seier                     |                                   | Bestyrelsesmedlem |             |  |
| Brian                                 |                                   | Indehaver af Autohuset Skuldborg |             |  |
| Anja Winther                          | Anna Juul                         | Vært på Den Korte R8dioavis |             |  |
| Per Madsens nabo                      | Søren Valsgaard                   | |             |  |
| Emil Liller                           | Simon Gohr                        | Klavs' PA i Stjernen |             |  |
| Mona Beck Poulsen                     | Gertrud Højlund                   | Skuldborgs borgmester |             |  |
| Jan Skovbo                            |                                   | Specialkonsulent for Slots- og Kultur(middel)styrelsen |             |  |
| Rikke Romme                           | Rikke Romme                       | Vært på Fissefornemmelser |             |  |
| Sally                                 | Nanna Winther                     | Vært på På Trip |             |  |
| Stina                                 | Lærke Winther                     | Vært på På Trip |             |  |
| Pernille                              | Trine Hjalager Gudmundsen         | Læge i Skuldborg |             |  |
| Kristoffer                            | Kristoffer Lind                   | Vært på programmet Klunketid og redaktør på Den Korte R8dioavis                                                                                              |             |  |
| Mads Skjern                           | Hjalte Flagstad                   | Indehaver af Skuldborgs bedste bageri. |             |  |
| Kristian Henriksen                    | Kristian Henriksen                | Vært på Gang i gågaden, I Seng Med R8dio, Den Korte R8dioavis”, Morgensutterne, og “Coldstart”.                                                              |             |  |
| Laust Grosbøll                        | Laust Grosbøll                    | Vært på Proud |             |  |
| Micky "Meny"                          | Troels Malling                    | Chef for verdens (-i hvert fald Danmarks) største Meny Supermarked. Før han blev ansat i Meny blev han kaldt "Mickineser" grundet hans asiatiske afstamning. |             |  |
| Lars Møller                           | Lars Møller                       | Operasanger bosat i Berlin. |             |  |
| Richo Boss                            | Richo Boss                        | Kædedirektør for MENY | [ 10 ]      |  |
| Benedikte                             | Lisbeth Wulff                     | Udgravningsleder. |             |  |
| Asmus                                 | Rasmus Botoft                     | Benediktes kæreste. |             |  |
| Frode Munksgaard                      | Frode Munksgaard                  | Vært på program om bykongerne. |             |  |
| Allan Sindbergs Mor                   | Mia Lyhne                         | Allan Sindbergs mor. Optræder første gang i ep. 160 |             |  |
| Nina Bundgaard                        | Sofie Linde                       | Søster til Klavs, Laust, Niels og Kevin |             |  |
| Morten Spiegelhauer                   | Morten Spiegelhauer               | Journalist på Politiken |             |  |
| Leif                                  | Esben Pretzmann                   | Indehaver af Skuldborg Abepark |             |  |
| Lydia                                 | Sofie Jo Kaufmanas                | Frisør i Skuldborg og caster til TV- og filmproduktioner. |             |  |
| Vagn                                  | Joachim Jepsen                    | Kommunaldirektør i Skuldborg |             |  |
| Luna Kitsen                           | Anne Sofie Skovlund Nielsen       | Vært på Morgensutterne |             |  |
| Ole Langdahl                          | Johannes Vestergaard Melchiorsen  | Skoleleder på Skuldborg Realskole og formand for Skuldborg Herrekor                                                                                          |             |  |
| FDF-Jørgen                            | Jacob Madsen Kvols                | |             |  |
| Skulder og ?                          | Julie Rudbæk og Jesper Zuchschlau | Politiagenter der efterforsker Emils forsvinden. |             |  |
| Karl Johan                            | Jonas Schmidt                     | Våbenfabrikken TargEX's CEO |             |  |